# Karen Uhlenbeck
Karen Uhlenbeck (n. 24 august 1942, Cleveland, Ohio, SUA) este o matematiciană câștigătoare a Premiului Abel în 2019.